# Route 881 (Alberta)
Pour les articles homonymes, voir Route 881.
La route 881, Highway 881 en anglais, est une route provinciale de l'Alberta au Canada. Elle s'étend du nord au sud en deux sections : la première à partir de Hardisty jusqu'à la route 55 et la seconde de la route 55 à Lac La Biche jusqu'à la route 63 à Fort McMurray. Il y a une coupure de 72 km entre les deux sections qui sont reliées par la route 55.